# Obecní lípa v Krajkové
Obecní lípa v Krajkové je památný strom lípa malolistá (Tilia cordata), která roste na jihovýchodním okraji travnaté plochy ve střední části obce proti obecnímu úřadu v Krajkové v okrese Sokolov v Karlovarském kraji. Obvod kmene je 360 cm, koruna dosahuje do výšky 21,5 m (měření 2013). Lípa je chráněna od roku 2014 jako strom významný vzrůstem a významný krajinný prvek.

## Stromy v okolí
- Klen u Krajkové
- Buky u černé kapličky
- Bernovský klen
- Jilm u Hřeben
- Hřebenské lípy
- Kaštan v Markvarci